# Herb powiatu szamotulskiego
Herb powiatu szamotulskiego – jeden z symboli powiatu szamotulskiego, ustanowiony 29 kwietnia 2004.

## Wygląd i symbolika
Herb przedstawia na tarczy w polu czerwonym orła srebrnego ukoronowanego złotą otwartą koroną, o złotym dziobie zwróconym w prawo, złotych łapach i pazurach, ze złotą przepaską na skrzydłach i złotym pierścieniem spinającym ogon (symbol województwa wielkopolskiego), a na jego piersi czerwoną tarczę sercową, na której pomłość srebrna w krąg o końcach zakładanych prawa na lewą (nawiązanie do herbu Nałęcz).